# Provincia de Livorno
Livorno (en italiano: provincia di Livorno) es una provincia italiana de la región de la Toscana. Su capital y ciudad más poblada es Livorno.
Tiene un área de 1211 km², y una población total de 326 439 habitantes (2001). Hay 20 comuni (municipios) en la provincia (fuente: ISTAT, véase este enlace).

## Municipios
- Bibbona
- Campiglia Marittima
- Campo nell'Elba
- Capoliveri
- Capraia Isola
- Castagneto Carducci
- Cecina
- Collesalvetti
- Livorno
- Marciana
- Marciana Marina
- Piombino
- Porto Azzurro
- Portoferraio
- Rio
- Rosignano Marittimo
- San Vincenzo
- Sassetta
- Suvereto